# Густав Пель
Густав Пель (нім. Gustav Poel; 2 серпня 1917, Гамбург — 16 січня 2009, Гамбург) — німецький офіцер-підводник, капітан-лейтенант крігсмаріне. Кавалер Лицарського хреста Залізного хреста.

## Біографія
3 квітня 1936 року вступив на флот. Служив на міноносці «Тигр». В жовтні 1938 року переведений в підводний флот. З травня 1939 року — 2-й вахтовий офіцер на підводному човні U-37. В червні 1942 року переведений інструктором в 25-у (навчальну) флотилію, в січні 1942 року зарахований в її штаб. З 3 червня 1942 року — командир U-413 (Тип VII-C), на якому здійснив 6 походів (провівши в морі загалом 287 днів), в основному в Північну Атлантику. 19 квітня 1944 року відкликаний в Німеччину і призначений начальником групи у військово-морському училищі в Мюрвіку. З січня 1945 року служив в штабі командувача підводним флотом.
Всього за час бойових дій потопив 5 кораблів загальною водотоннажністю 35 625 тонн.
| Дата              | Назва корабля     | Тип                  | Тоннаж | Вантаж                                                  | Екіпаж | Загинули | Країна             | Конвой |
| ----------------- | ----------------- | -------------------- | ------ | ------------------------------------------------------- | ------ | -------- | ------------------ | ------ |
| 14 листопада 1942 | Warwick Castle    | Військовий транспорт | 20,107 | Баласт                                                  | 462    | 96       | Британська імперія | MKF-1X |
| 22 січня 1943     | Mount Mycale      | Торговий пароплав    | 3,556  | 4942 тонни зерна та 226 тонн держзапасів                | ?      | Всі      | Королівство Греція | SC-117 |
| 5 лютого 1943     | West Portal       | Торговий пароплав    | 5,376  | 6000 тон генеральних вантажів, армійські запаси і пошта | 77     | 77       | США                | SC-118 |
| 21 квітня 1943    | Wanstead          | Торговий пароплав    | 5,486  | Баласт                                                  | 50     | 2        | Британська імперія | ONS-3  |
| 20 лютого 1944    | HMS Warwick (D25) | Есмінець             | 1,100  |                                                         | 160    | 67       | Британська імперія |        |

## Звання
- Кандидат в офіцери (3 квітня 1936)
- Морський кадет (10 вересня 1936)
- Фенріх-цур-зее (1 травня 1937)
- Оберфенріх-цур-зее (1 липня 1938)
- Лейтенант-цур-зее (1 жовтня 1938)
- Оберлейтенант-цур-зее (1 жовтня 1940)
- Капітан-лейтенант (1 лютого 1943)

## Нагороди
- Іспанський хрест в бронзі з мечами (6 червня 1939)
- Нагрудний знак підводника (8 листопада 1939)
- Залізний хрест
  - 2-го класу (28 лютого 1940)
  - 1-го класу (26 листопада 1942)
- Хрест «За військові заслуги» (Італія) з мечами (24 жовтня 1941)
- Німецький хрест в золоті (17 грудня 1943)
- Лицарський хрест Залізного хреста (21 березня 1944)
- Фронтова планка підводника
  - в бронзі (9 листопада 1944)
  - в сріблі (27 квітня 1945)